# FC UAS Zhitkovichi
FC UAS Zhitkovichi là một câu lạc bộ bóng đá Belarus đến từ Zhitkovichi, Gomel Oblast, đang thi đấu ở Giải bóng đá hạng nhất quốc gia Belarus.

## Lịch sử
Câu lạc bộ được thành lập năm 2014 với tên gọi UA-Stroy-Zhitkovichi và gia nhập Giải bóng đá hạng nhì quốc gia Belarus cùng năm đó. Năm 2015, đội bóng lấy tên gọi UAS-DYuSSh Zhitkovichi và năm 2016 đổi tên thành tên gọi như hiện tại (UAS Zhitkovichi). UAS Zhitkovichi vô địch Giải hạng nhì năm 2017 và ra mắt Giải hạng nhất năm 2018.